# Butler (Ohio)
Butler ist ein Village im Richland County im US-Bundesstaat Ohio. Es gehört zur Metropolregion Mansfield.

## Geschichte
Vor der Gründung von Butler war die Gegend ein Jagdgebiet des Indigenen Volks „Helltown“. Es gab viele Wildtiere und fruchtbare Felder. Die ersten Siedler kamen um 1808 in die Region Worthington Township, doch das Gebiet des heutigen Butler wurde erst ab 1823 von Joseph Craig besiedelt, der es als Landgeschenk vom damaligen Präsidenten James Monroe erhielt.
Die Siedlung wurde zunächst „Independence“ (gemeindefreies Gebiet) geführt, um sich gegen das Nachbardorf Bellville abzugrenzen. Im Volksmund wurde der Ort „Spohntown“ und „Squeelgut“ genannt. In den 1870er-Jahren wurde der Ort nach dem mexikanischen General William Butler benannt. Das Postamt wurde dann offiziell „Butler“ genannt.
Die Entwicklung des Ortes wurde durch die Errichtung von Geschäften, Hotels und Handwerksbetrieben geprägt. Die B&O Railroad war entscheidend für das Wachstum. 1877 erfolgte die Ernennung als Village.

## Geografie
Butler liegt am Clear Fork Mohican River. Die Gesamtfläche beträgt 2,98 km², davon sind 2,95 km² Landfläche und 0,03 km² Wasserfläche.

## Demografie

### Bevölkerungsentwicklung
| Jahr | Einwohner | %±      |
| ---- | --------- | ------- |
| 1880 | 0394      | —       |
| 1890 | 0266      | −32,5 % |
| 1900 | 0567      | 113,2 % |
| 1910 | 0730      | 28,7 %  |
| 1920 | 0622      | −14,8 % |
| 1930 | 0634      | 1,9 %   |
| 1940 | 0695      | 9,6 %   |
| 1950 | 0833      | 19,9 %  |
| 1960 | 0976      | 17,2 %  |
| 1970 | 1052      | 7,8 %   |
| 1980 | 0991      | −5,8 %  |
| 1990 | 0968      | −2,3 %  |
| 2000 | 0921      | −4,9 %  |
| 2010 | 0933      | 1,3 %   |
| 2020 | 0941      | 0,9 %   |

## Bildung
Butler gehört zum Clear Fork Valley Local School District mit der Butler Elementary School im Ort. Weiterführende Schulen wie die Clear Fork Middle School und die Clear Fork High School befinden sich bei Bellville. Zudem besitzt Butler eine öffentliche Bibliothek, die Teil des Mansfield–Richland County Public Library Systems ist.